# Flavius Mallius Theodorus
Flavius Mallius Theodorus (auch Flavius Manlius Theodorus) war ein spätantiker römischer Schriftsteller und Politiker an der Wende vom 4. zum 5. Jahrhundert n. Chr.
Im Jahr 399 bekleidete Mallius das Konsulat. Er war Christ und verfasste viele heute verlorene Schriften über unterschiedliche Themen (Philosophie, Astronomie und Geometrie). Erhalten ist sein Werk über Metren (De metris), das als eines der besten seiner Art gilt.
Dem zu seinen Ehren gedichteten Panegyricus Claudians zufolge begann Manlius seine Karriere als advocatus im Umfeld eines Prätorianerpräfekten. Später war er praeses eines Bezirks in Africa, Statthalter (consularis) der Provinz Macedonia, magister epistularum Gratians und schließlich comes sacrarum largitionum und damit auch Mitglied des kaiserlichen Staatsrats (consistorium). 382/383 war Mallius praefectus praetorio per Gallias, dann in den Jahren 397/399 und vermutlich erneut 408/409 praefectus praetorio Italiae.
Augustinus von Hippo widmete ihm 386 seine Schrift De beata vita.